# La Ciotat
La Ciotat är en stad och kommun i departementet Bouches-du-Rhône i regionen Provence-Alpes-Côte d'Azur i sydöstra Frankrike. Kommunen ligger  i kantonen La Ciotat som ligger i arrondissementet Istres. År 2022 hade La Ciotat 37 599 invånare. Staden är belägen vid Medelhavet cirka 30 kilometer öster om Marseille.

## Befolkningsutveckling
Antalet invånare i kommunen La Ciotat
Referens:INSEE

## Historia
Området har haft organiserade bosättningar sedan antiken. Läget vid kusten var gynnsamma för handel och fiske, och den framväxande hamnverksamheten bidrog till dess starka ekonomiska utveckling. År 1429 bröt sig La Ciotat fri från beroendet av intilliggande Ceyreste, och efter det växte och utvecklades staden kraftigt. Under 1800-talet växte en framstående varvsindustri fram, vilken kom att prägla stadens kultur och identitet ända fram till våra dagar.
I La Ciotat spelades 1895 en av historiens första filmer in, L'Arrivée d'un train en gare de La Ciotat av bröderna Auguste och Louis Lumière. Filmen visades på den lokala teatern Eden året därpå, vilket gör denna till en av världens första biografer. Eden stängdes 1995 men återöppnades i renoverat skick 2013 och är idag en av de äldsta verksamma biograferna i världen.
Bröderna Lumière spelade in ytterligare tre filmer i La Ciotat 1895, Partie de cartes, L’Arroseur arrosé (den första kända filmkomedin) och Repas de bébé, i Villa du Clos des Plages, brödernas sommarhem.
1907 uppfann Jules Le Noir spelet petanque i La Ciotat, och den första turneringen hölls här 1910.

## Galleri

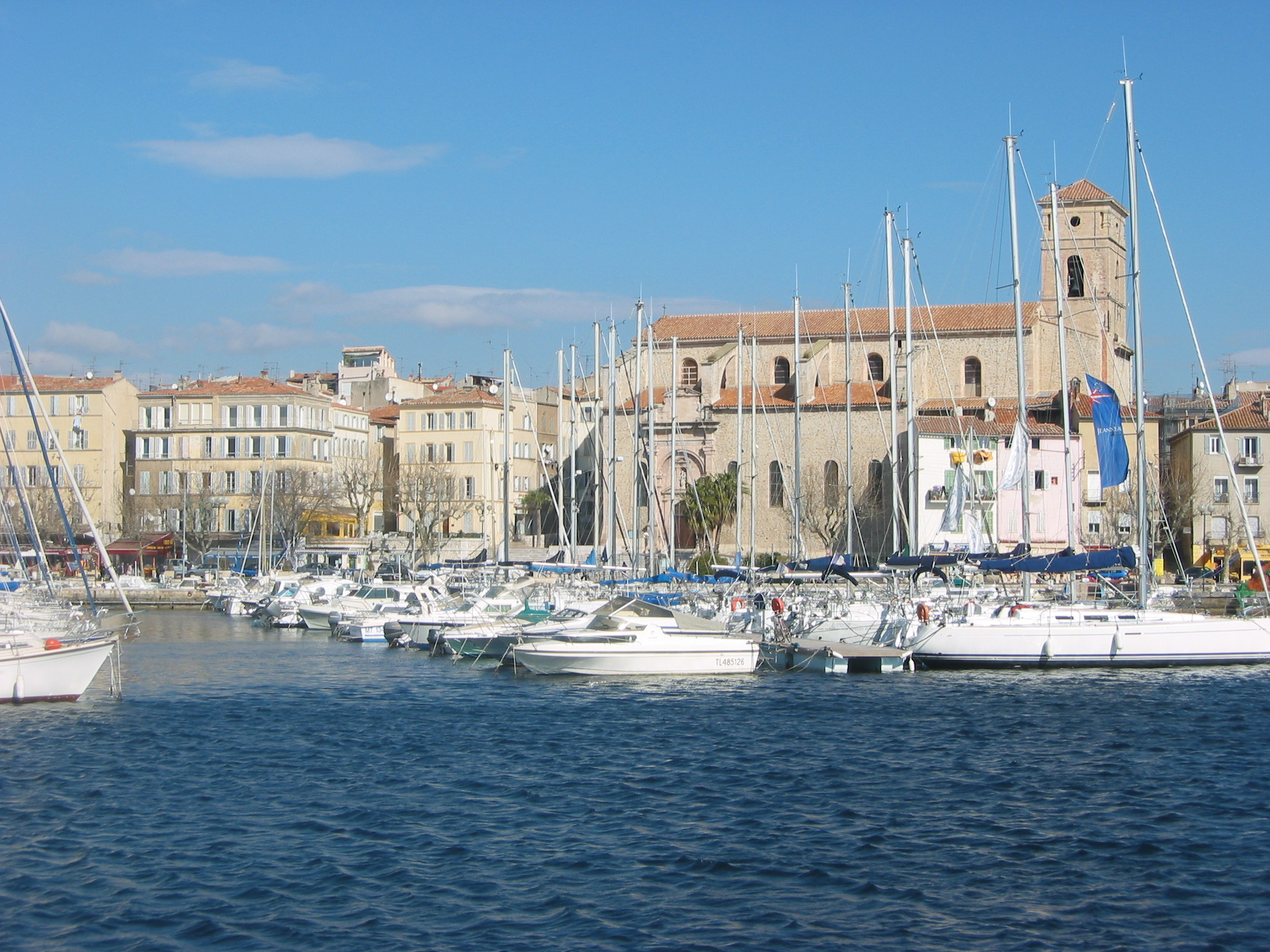
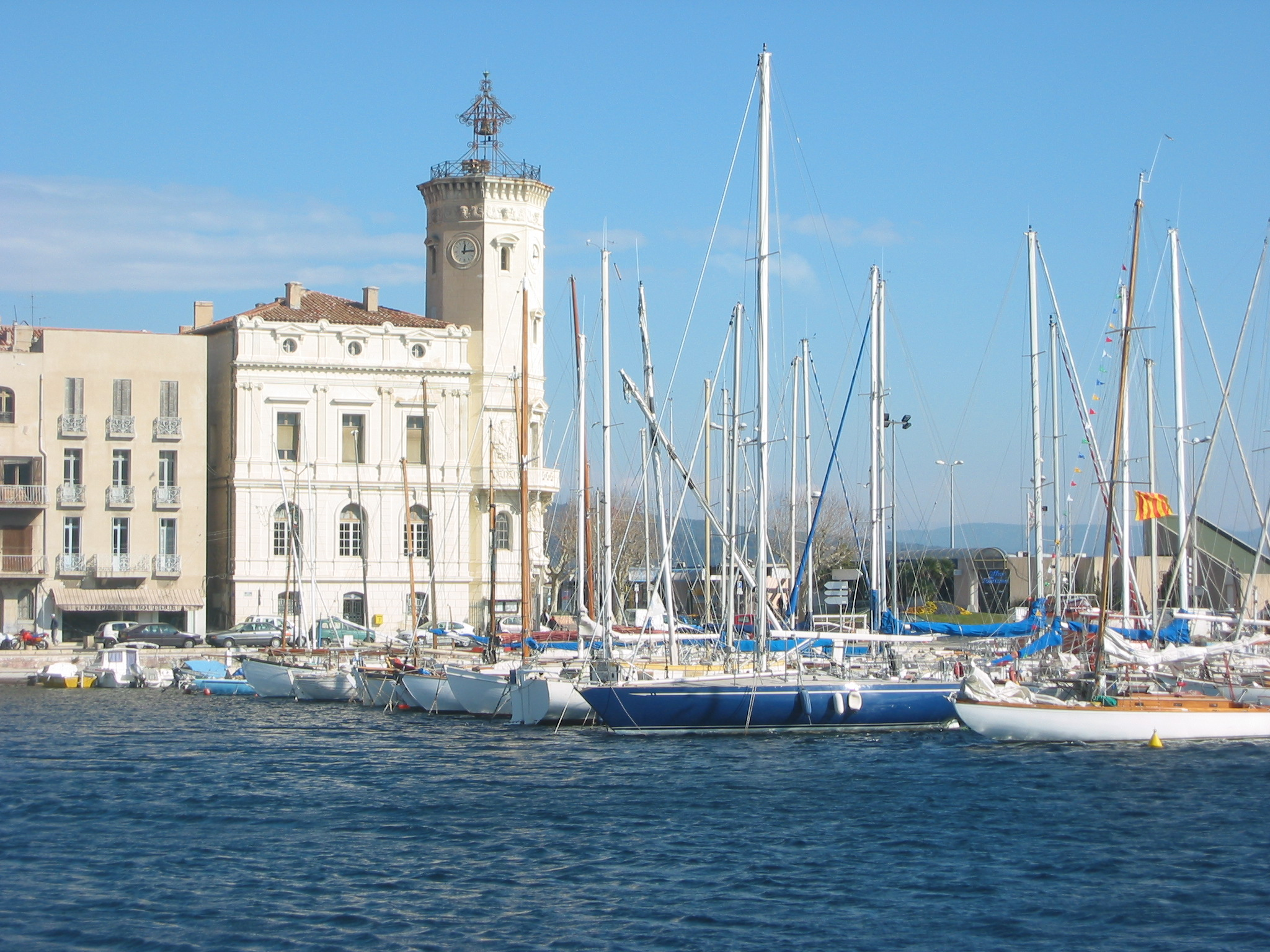
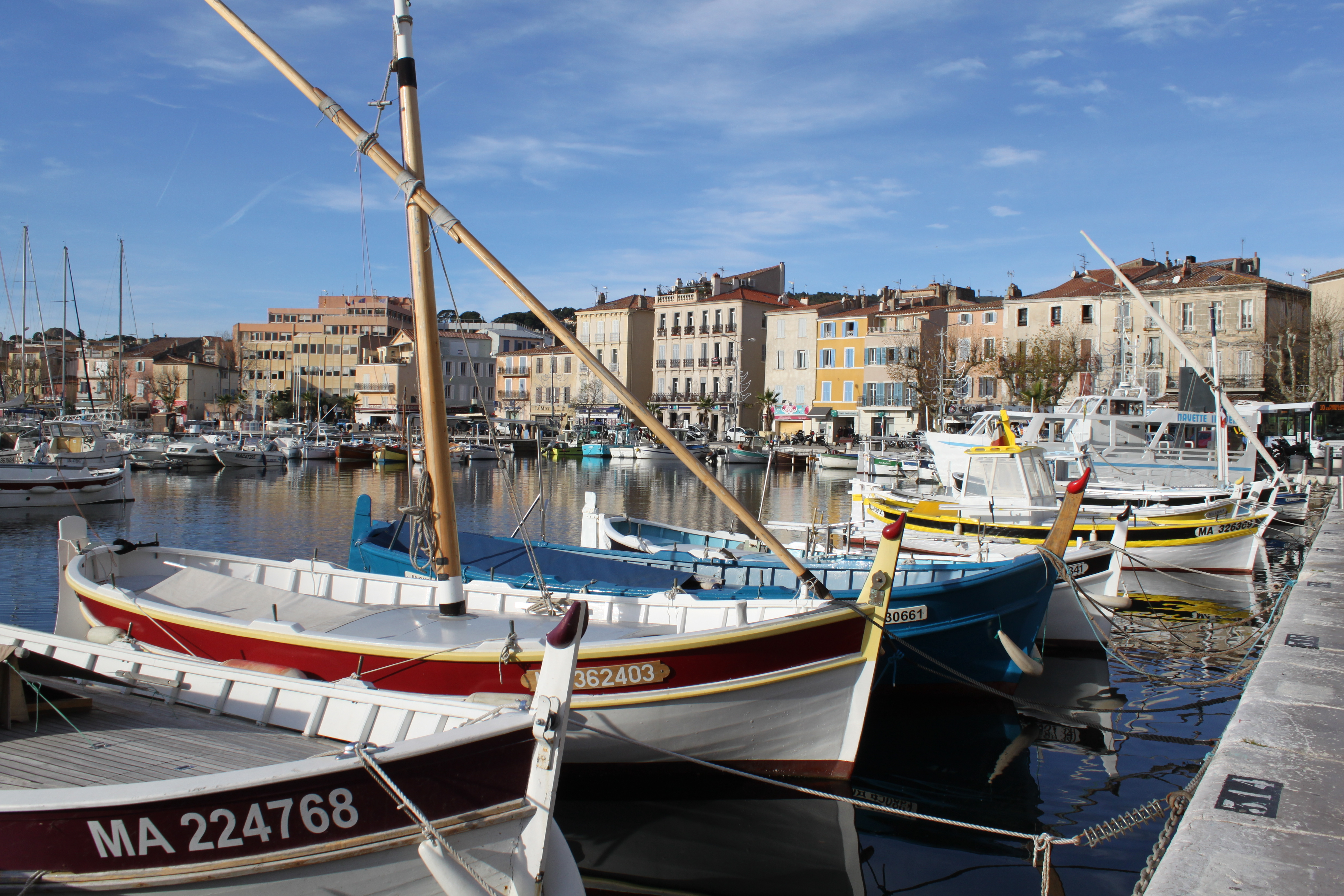
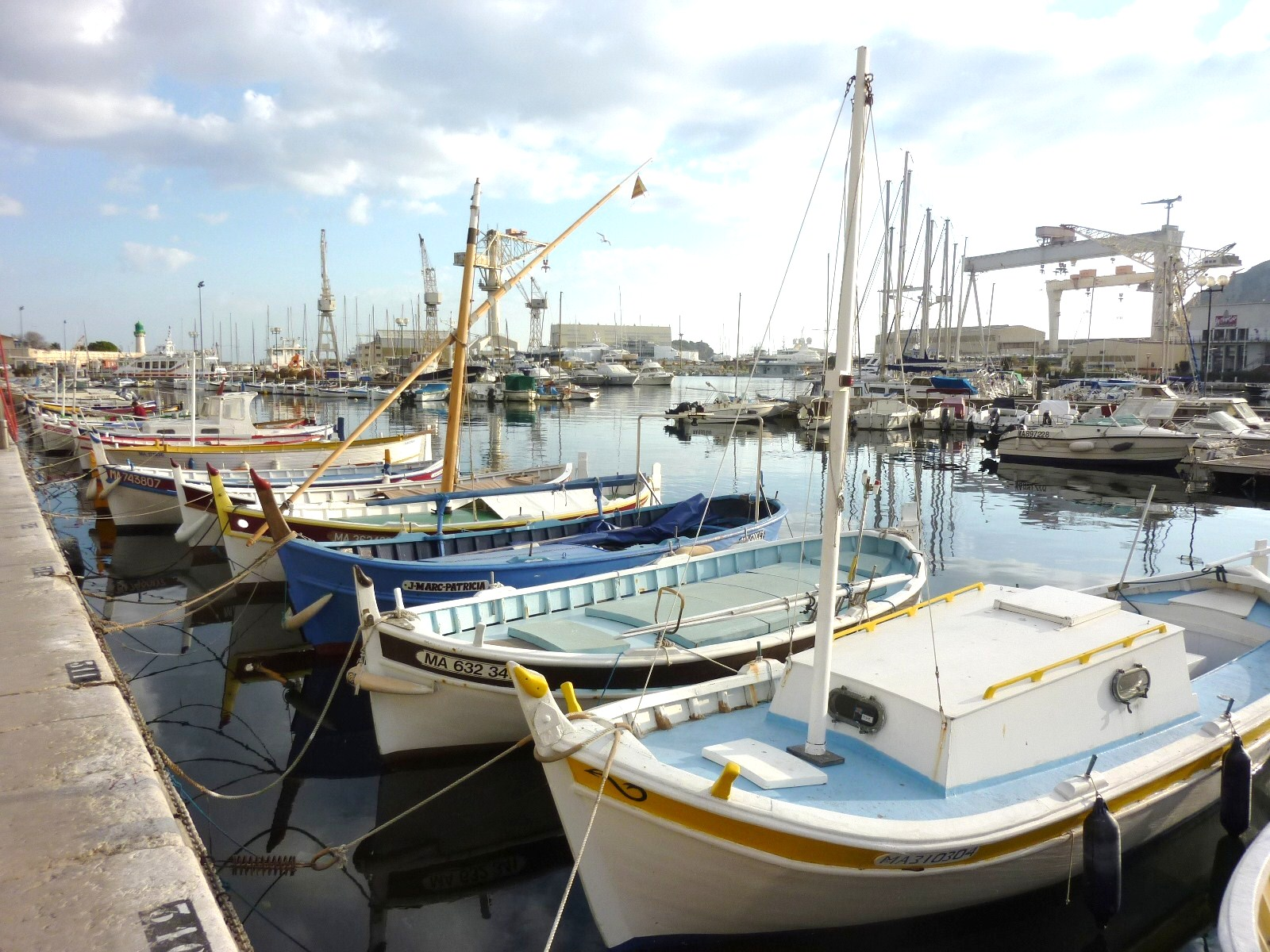
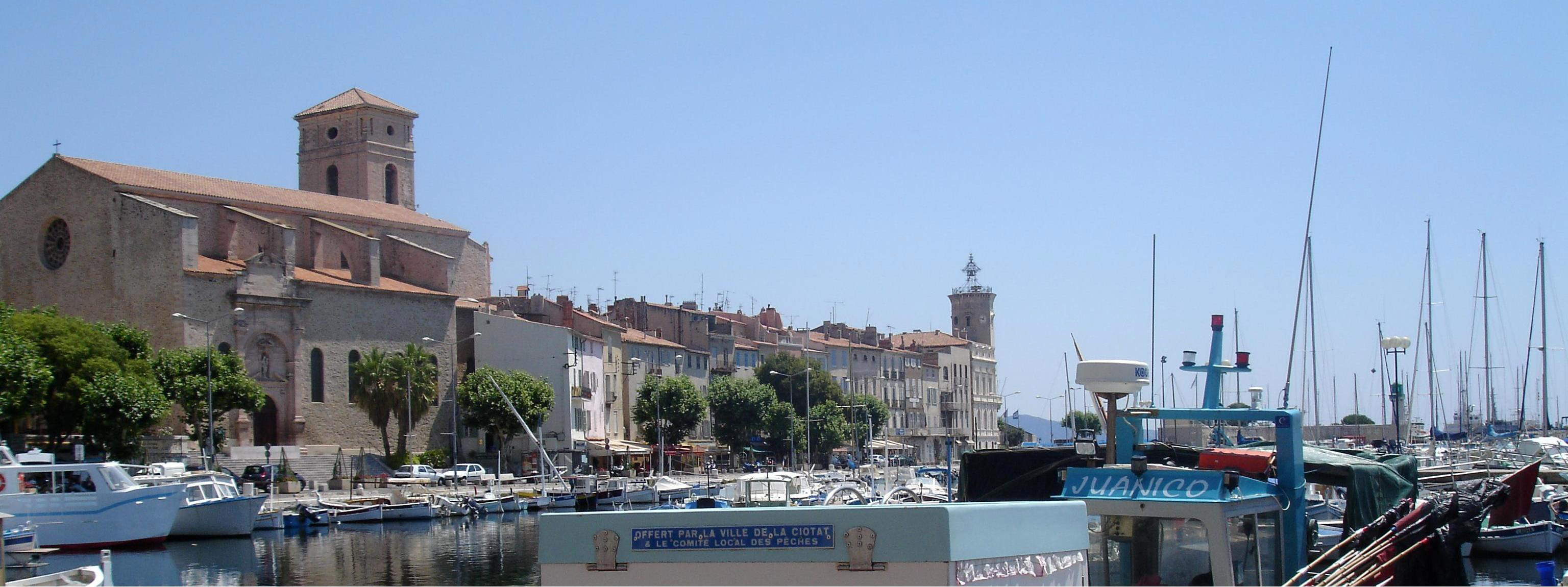
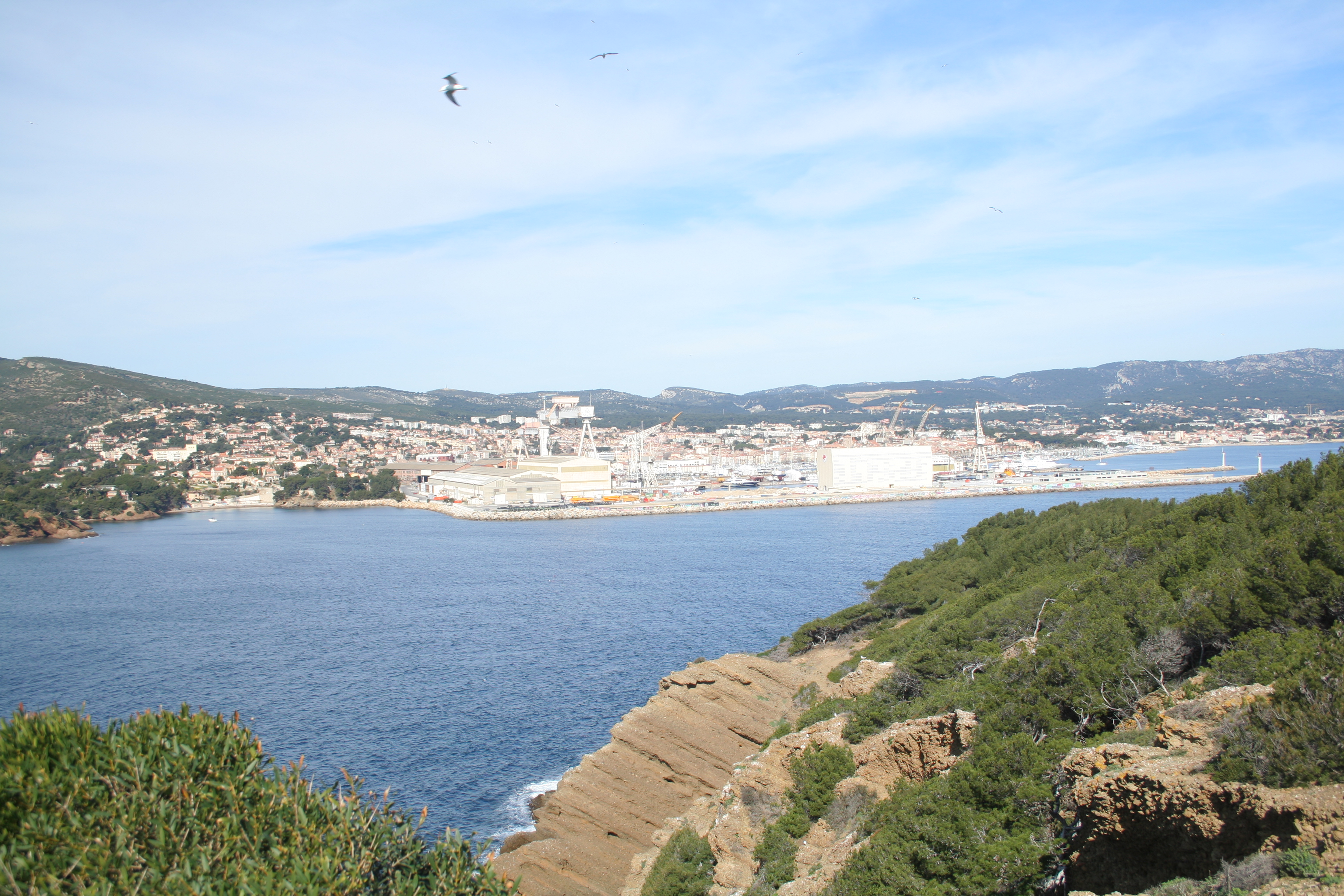
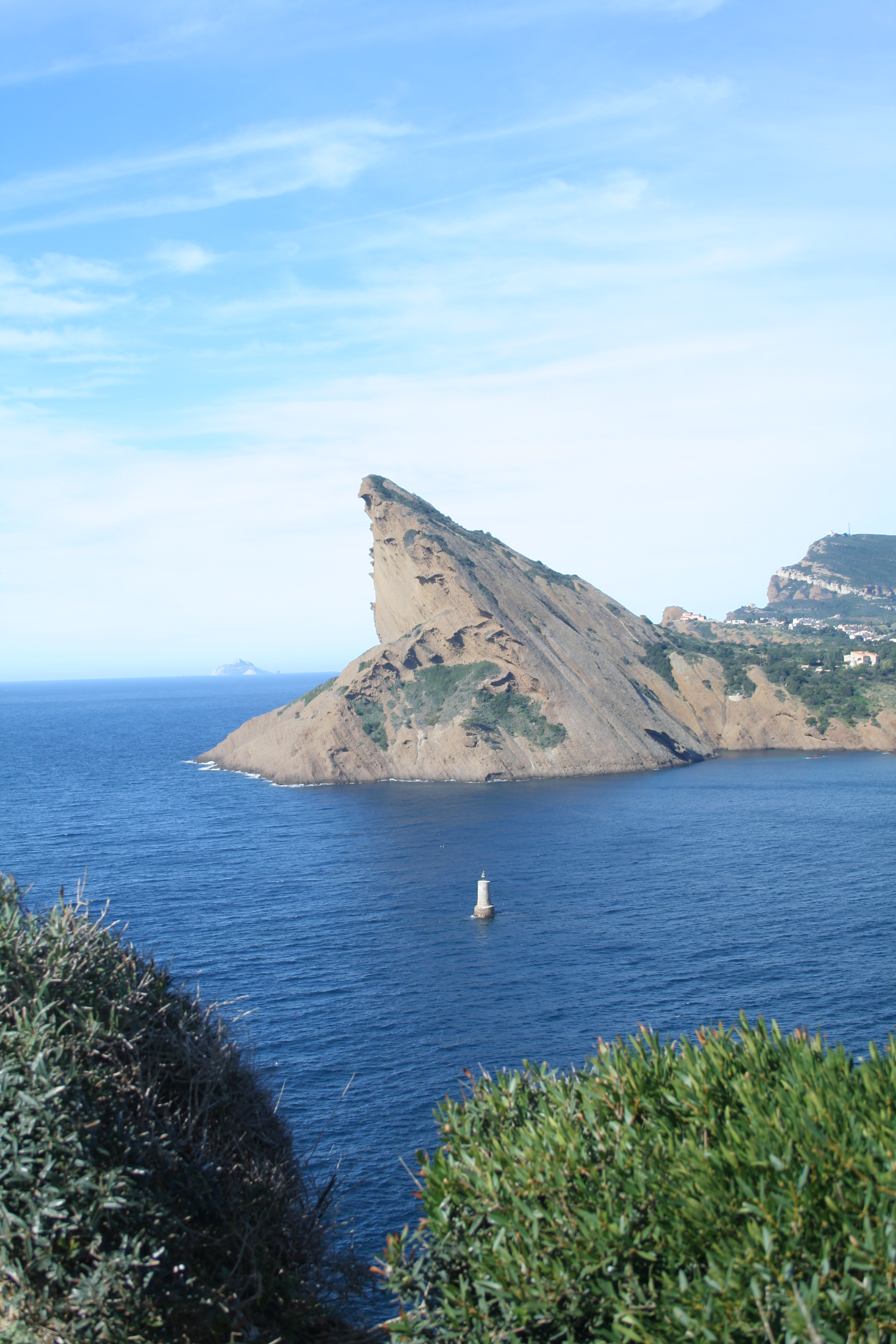
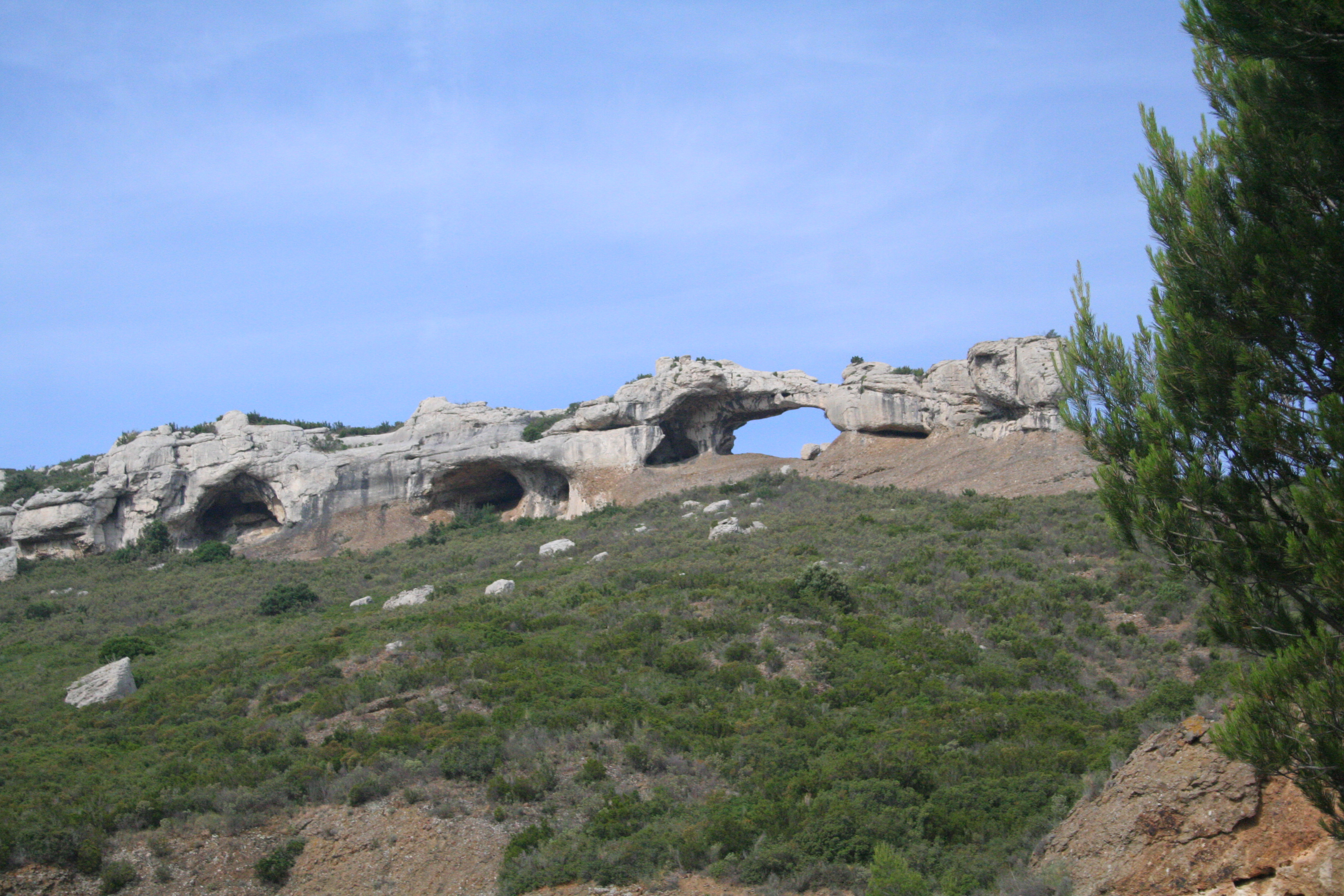
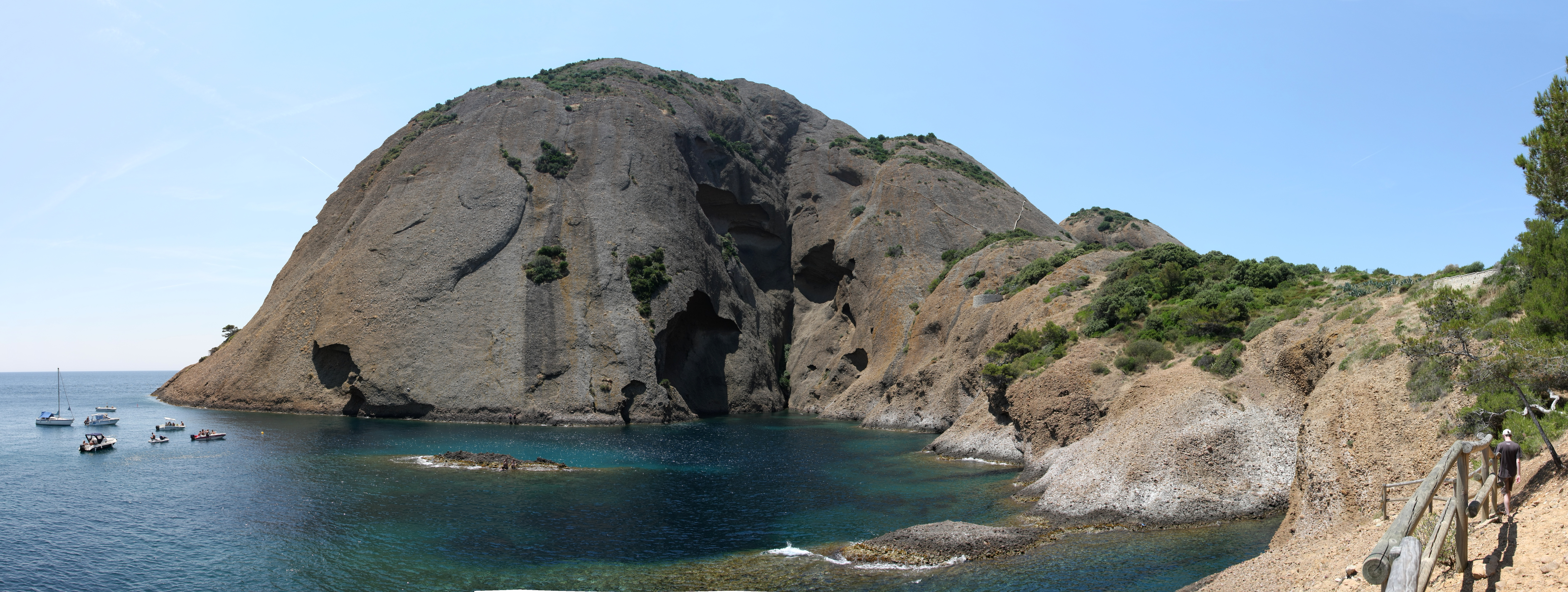
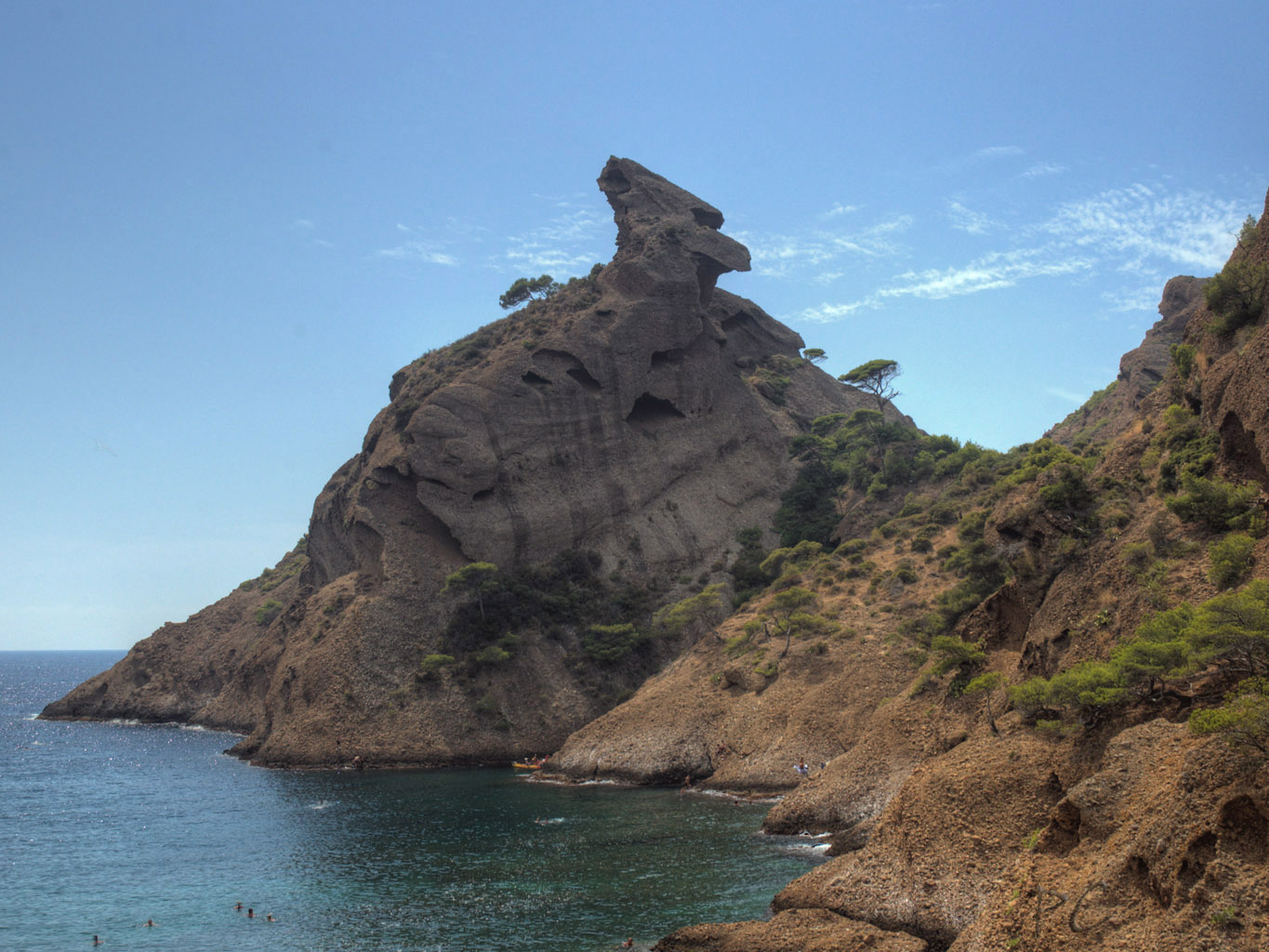
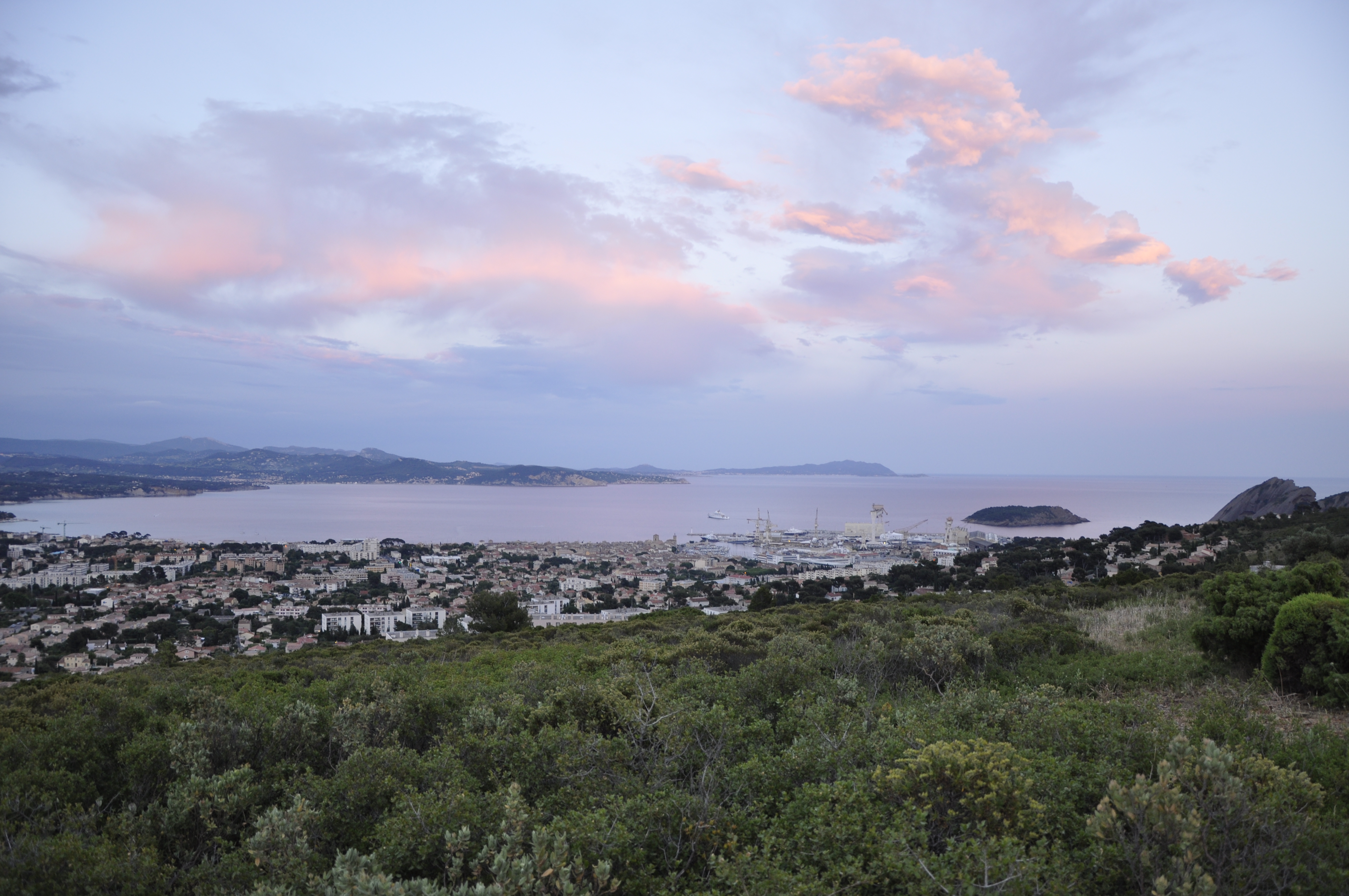
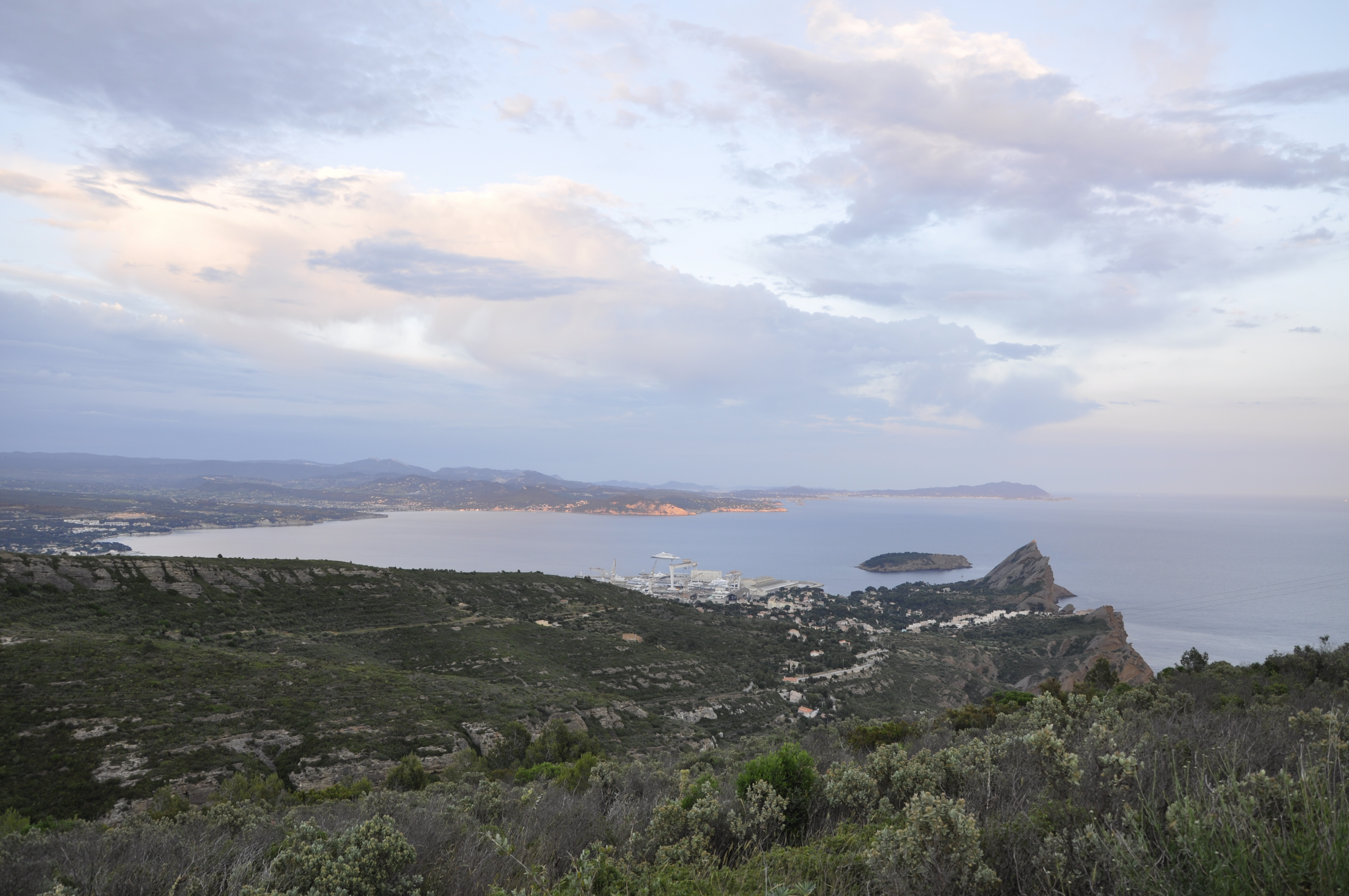
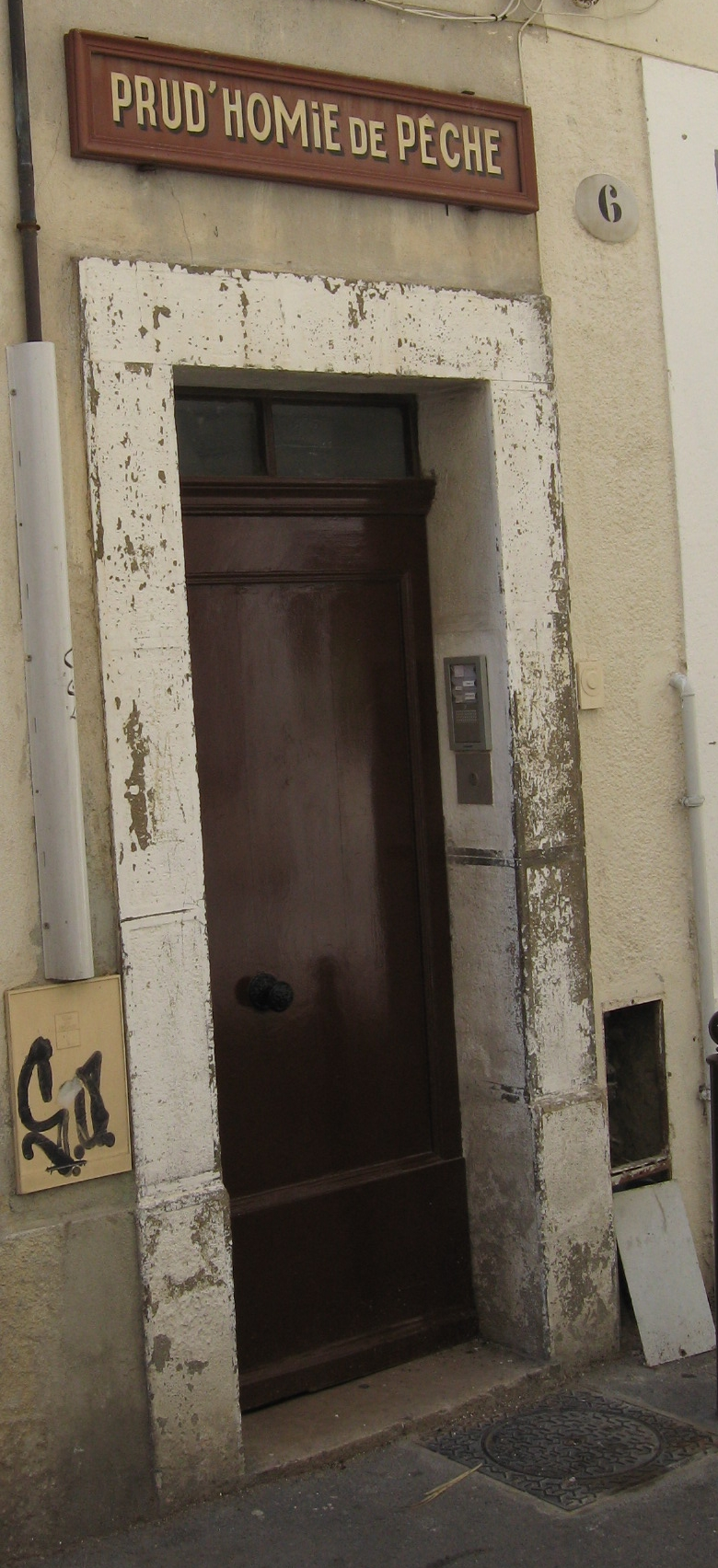
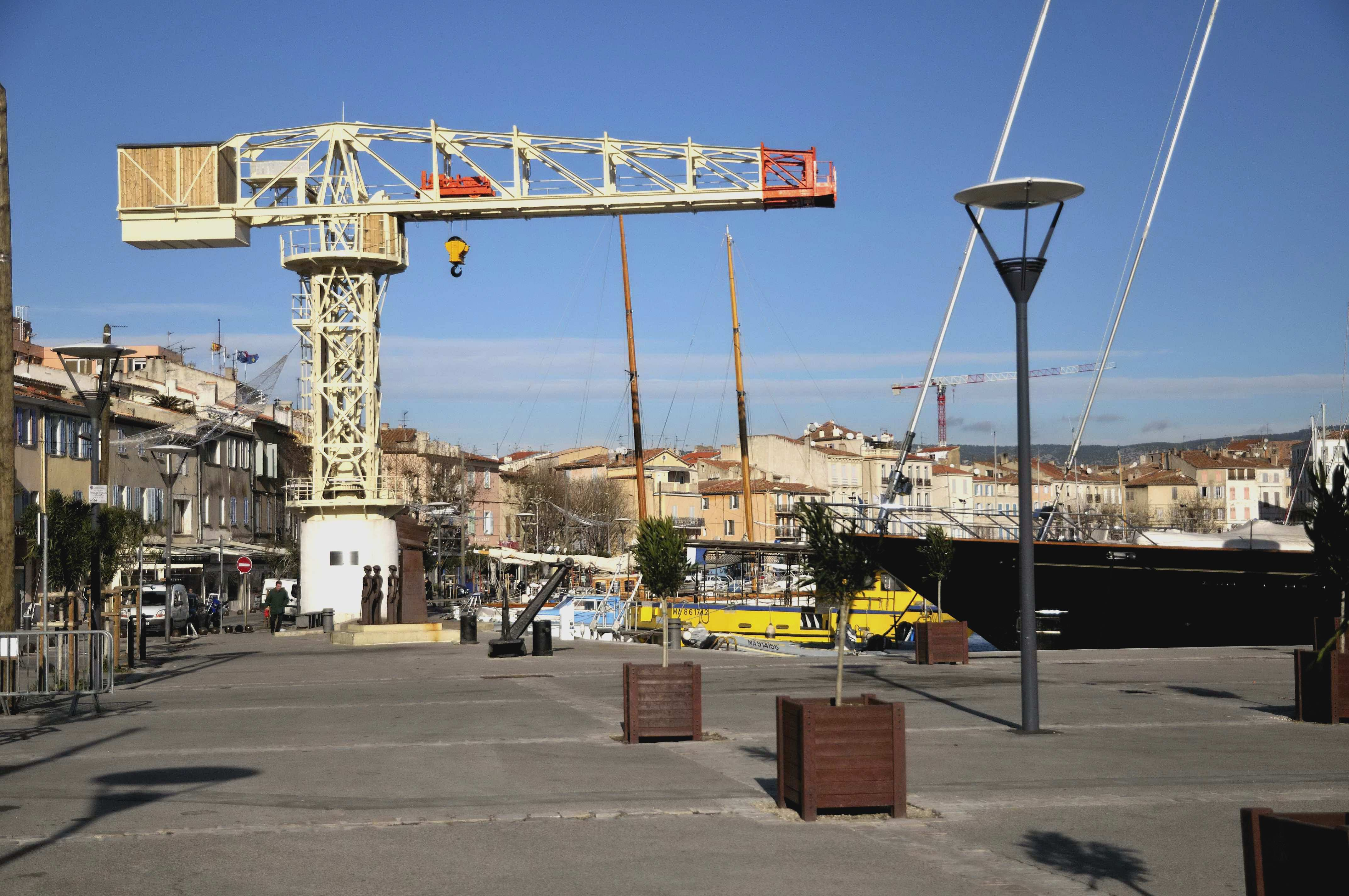